# 레블 (프로게이머)
레블(본명: 박근우, 2002년 1월 5일 ~ )은 대한민국의 리그 오브 레전드 프로게이머로 아이디는 Rebel이다. 포지션은 서포터이며 현재 KT 롤스터에서 활동하고 있다.

## 선수 생활
2019시즌을 앞두고 BBQ 올리버스에 입단하면서 프로 커리어를 시작했다. 스프링 시즌 팀의 서브 선수로 활동하였다. 스프링 시즌 종료 이후 팀에서 퇴단했다.
이후 T1의 루키팀을 거쳐 KT 롤스터의 아카데미 팀에 입단했다.
2021시즌을 앞두고 KT 롤스터의 2군팀으로 콜업되었다.

## 소속팀
| # | 팀명         | 소속 기간             | 소속 리그 | 비고 |
| - | ------------ | --------------------- | --------- | ---- |
| 1 | BBQ 올리버스 | 2018.12.14~2019.06.06 | CK        |      |
| 2 | KT 롤스터    | 2020.12.04~           | LCK       |      |

## 수상 내역
- LCK 아카데미 시리즈 2020 11월 대회 우승